# 富岡敬明

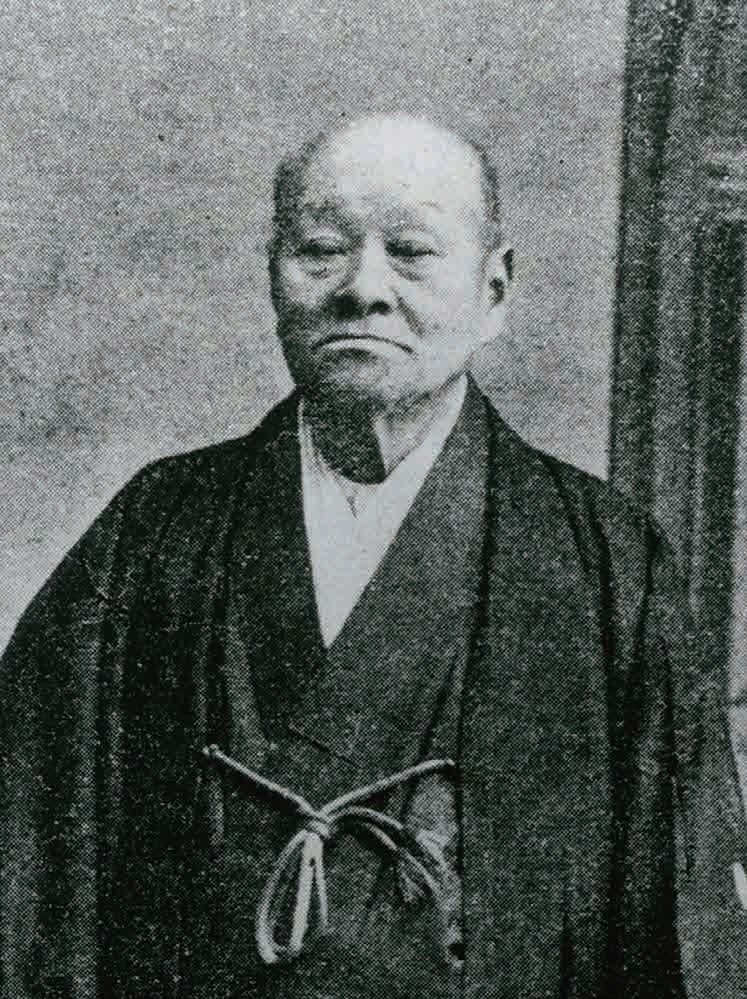
富岡敬明

富岡 敬明（とみおか けいめい / よしあき、文政5年11月8日（1822年12月20日） - 明治42年（1909年）2月28日）は、日本の官僚・政治家・華族・漢詩人。山梨県権参事、熊本県知事、貴族院議員などを歴任する。書聖と謳われた明治の三筆の一人、中林梧竹は従兄弟。

## 生涯
小城藩士神代次兵衛利温の次男として生まれる。天保3年（1832年）に小城藩士・富岡惣八の養子となる。天保13年に小城藩の世継ぎである鍋島三平（小城藩第10代藩主鍋島直亮）の側役となる。江戸藩邸の御留守居介役、御留守居添役、西丸聞番差次、神田橋御門番頭、総目附兼文武方指南役を歴任する。
37歳の時に大酒を呑んだ上で失態を犯し遠處処分、小城藩北端の大野村へ山内目代（代官）として左遷となる。この時、脱藩の罪により永蟄居の処分を受け困窮していた江藤新平を迎え入れ、役所の近くで寺子屋を開かせた。その後、藩主直亮没後に藩内で専横を振るったという御蔵方太田蔵人に対し、敬明ら有志による刃傷事件（小城藩騒動）が起こる。事件は未遂に終わり、敬明は自首し死罪を言い渡されるが、佐賀藩主鍋島斉正の助命により終身禁錮、家名断絶、家屋敷田地一切没収となる。
明治2年（1869年）に赦免となり、佐賀本藩弁務となる。諫早郡令、神崎西山内郡令を歴任し、軍事局係も兼任 。その後も物産局係、上佐賀郡令などを短期の間に慌ただしく歴任。明治3年（1870年）には小城富岡家の再興を許され長男の重明を士族として25石を給せられる。また佐賀本藩の永代藩士となり大属となり少参事試補となり名を「耿介」と改める。
明治4年（1871年）には佐賀藩権大参事となるが同年に廃藩置県が行われる。伊万里県権参事に、明治5年（1872年）には山梨県権参事に任じられる。山梨県では租税大小切安石代廃止により大小切騒動が勃発している。敬明は騒動後に赴任した県令藤村紫朗の片腕として、以後3年の間に藤村の主導した道路改修事業（茶道峠開墾、甲府市善光寺町北部から同市岩窪町への峠道整備）や県北西部の日野原開拓事業などに尽力した。開拓事業の功績を称え、JR日野春駅周辺の大字には彼の名である「富岡」が付されている。
1875年（明治8年）9月には名東県（徳島県）権令兼五等判事、翌1876年（明治9年）11月には熊本県権令となる。権令在任中には西南戦争に遭遇し、熊本城で司令長官谷干城少将、参謀長樺山資紀中佐・同副長児玉源太郎中佐等と54日間の籠城戦を耐え抜いた（西南戦争の経緯については敬明自身が「篭城日誌」として記録している）。その後、熊本県令、同知事となる。1891年（明治24年）に退任すると、4月に山梨県西山梨郡里垣村（現：甲府市善光寺町）へ一家で移住し、また、同年4月9日貴族院勅選議員に任じられ1892年（明治25年）3月18日まで在任した。晩年は山梨における漢詩壇でも活躍し、1899年（明治32年）には『雙松山房詩史』を刊行する。また、晩年には日記（「山梨日記」）も著している。
明治42年（1909年）、山梨県西山梨郡里垣村の自邸にて肺炎で死去した。
生涯に4人の妻との間に21人の子を儲ける。1900年（明治33年）5月9日に男爵に列せられる。

## 家族
- 四男・富岡復起(1852年生)は陸軍砲兵少佐[5]
- 娘・夏（1883年生）の夫に安満欽一[5]

## 栄典
位階
- 1874年（明治7年）2月22日 - 従六位[6]
- 1886年（明治19年）10月28日 - 従四位[7]
- 1890年（明治23年）11月1日 - 従三位[8]
- 1900年（明治33年）6月20日 - 正三位[9]

勲章等
- 1882年（明治15年）2月10日 - 勲四等旭日小綬章[10]
- 1885年（明治18年）11月19日 - 勲三等旭日中綬章[11]
- 1889年（明治22年）11月25日 - 大日本帝国憲法発布記念章[12]

## 富岡家資料
敬明は行政官を退任後に山梨県で余生を過ごしたため、甲府市の富岡家には敬明や富岡男爵家に関する資料群が伝来している。富岡家資料は北杜市長坂郷土資料館や山梨県立博物館による調査・整理、目録化が行われており、総数約1800点あまりに及ぶ。
内訳は主に古文書や典籍などで、甲冑や刀など実物資料も存在する。江戸後期の小城藩時代のものから山梨県権参事、熊本県令・知事時代の行政官時代のもの、および退任後の漢詩関係の資料や、敬明没後の富岡男爵家資料が含まれる。旧藩時代から在任期間の短い山梨県権参事の資料は少く、漢詩関係資料や富岡男爵家資料が主体となっている。
旧藩時代の資料では刃傷事件を敬明自身が記した『丹心秘録』など注目される資料もある。山梨県権参事の資料では辞令のほか、大小切騒動を記した『大小切一条ニ付百姓騒擾略日誌』などがある。
熊本県知事時代には西南戦争を体験しており、敬明自身が戦争の経緯を記した『籠城日誌』がある。また、実物資料では敬明自身が入手したと思われる熊本城の瓦釘が伝存している。
敬明は行政官を退任後に山梨県で漢詩人として活躍したため、漢詩の草稿や色紙、揮毫（きごう）や漢詩集の『双松山房詩史』などがある。また、敬明晩年の日記『山梨日記』もある。

## 登録有形文化財
前述した里垣村（現：甲府市善光寺町）の住居は、旧富岡敬明家住宅（北緯35度40分23.7秒 東経138度35分42.9秒 / 北緯35.673250度 東経138.595250度）の名称で2000年4月28日に国の登録有形文化財に登録され、付随する建築物・工作物3件も2003年3月18日に登録された。2014年現在下記の4件が登録有形文化財に登録されているが、一般公開はされていない。
- 旧富岡敬明家住宅 1873年（明治6年）頃築、1889年（明治22年）増築。木造二階建、擬洋風建築の初期のもの。
- 旧富岡敬明家住宅蔵 明治中期頃築。
- 旧富岡敬明家住宅厩（うまや） 明治中期頃築。
- 旧富岡敬明家住宅石塁 1875年（明治8年）頃築造成。敷地西側を流れる高倉川（濁川の支流）氾濫時の土石流から守るための石塁で、近代初期における宅地造成の実例として貴重なもの。